# Def Jef
Def Jef, de son vrai nom Jeffrey Fortson, né le 27 septembre 1966 à Harlem, New York, est un rappeur, producteur de musique et acteur américain.

## Carrière
Def Jef publie un premier album studio le 14 novembre 1989, Just a Poet with a Soul, qui est acclamé par la critique en raison de ses paroles politiquement engagées et de ses beats originaux.
Parallèlement à sa carrière solo, il est membre des West Coast Rap All-Stars, un supergroupe composé d'artistes de la Côte Ouest qui publie en 1990 le single We're All in the Same Gang. La même année, il participe à la série télévisée comique In Living Color.
Après la sortie d'un second album le 3 septembre 1991, Soul Food, Def Jef se consacre exclusivement à la production musicale. Depuis les années 1990, il a produit de nombreux artistes parmi lesquels Nas, Snoop Dogg, Mary J. Blige, Kimberley Locke, Maxwell, Tupac Shakur ou encore Shaquille O'Neal. Il a également travaillé avec Krayzie Bone et ThugLine Records.
Il a produit le thème des séries Phénomène Raven et The Game.
En 1992, il au générique du film Dernière limite.

## Discographie

### Albums studio
- 1989 : Just a Poet with a Soul
- 1991 : Soul Food